# Cilunculus acanthus
Cilunculus acanthus là một loài nhện biển trong họ Ammotheidae. Chúng được miêu tả khoa học năm 1969 bởi Fry & Hedgpeth.